# Lège-Cap-Ferret
 Lège-Cap-Ferret  es una comuna y población de Francia, en la región de Nueva Aquitania, departamento de Gironda, en el distrito de Arcachón y cantón de Audenge, situada en el Pays de Buch. Limita al norte con Le Porge , al este con Arès y la Bahía de Arcachón y al sur y al oeste con el océano Atlántico (playas vigiladas en Le Grand Crohot , Le Truc Vert y l'Horizon) .
Está integrada en la Communauté de communes du bassin d'Arcachon Nord Atlantique.

## Demografía
Su población en el censo de 1999 era de 6.307 habitantes. Forma parte de la aglomeración urbana de Arès (10.987 habitantes en 1999), dándose la circunstancia de que  Lège-Cap-Ferret  tiene mayor población que la comuna que da nombre a la aglomeración.
| 2,363 | 3,195 | 3,605 | 4,232 | 4,318 | 4,981 | 5,564 | 6,307 |
| Para los censos de 1962 a 1999 la población legal corresponde a la población sin duplicidades (Fuente: INSEE [Consultar]) |       |       |       |       |       |       |       |

## Lugares de interés
- El faro del Cabo Ferret, mirador panorámico sobre la bahía de Arcachón y el océano Atlántico
- Las playas de la Presqu'île